# Guild Wars 2
Guild Wars 2 je pokračování fantasy MMORPG hry Guild Wars od americké firmy ArenaNet.
V této hře existují čtyři platidla (zlato – klasické platidlo, karma – za úspěchy v úkolech, laurely – speciální platidlo získávané plněním daily achievmentů a gemy – bonusové platidlo pro změny vzhledu postavy za reálné peníze, za gemy nelze koupit vylepšení po stránce síly atd.). Hlavních serverů je několik a mezi těmi může hráč přecházet. Na rozdíl od většiny MMORPG se hra zaměřuje na hráče a jejich kooperaci. Abyste si hru užili, nemusíte hodiny grindovat. Téměř za vše, co uděláte, vás hra odmění. Takže pokud nechcete plnit úkoly (což by byla chyba, protože systém dynamických událostí je skvělý), stačí se věnovat craftingu, průzkumu lokací, osobnímu příběhu, plnění dungeonů, strukturovanému PvP, World PvP nebo plnění velkých jednorázových eventů (například odražení invaze nestvůr z moře a zničení jejich hnízda). Hra má časté aktualizace, a tak se nemusíte bát, že by vás přestala bavit.

## Svět
Hra Guild Wars 2 se odehrává na kontinentě zvaném Tyria. Ve světě Guild Wars existují ještě dva další kontinenty, které však nejsou ve hře přístupné. Je to východně laděná Cantha a severní Afrikou inspirovaná Elona (také známá jako Země zlatého Slunce). Cestu do Canthy znemožňuje nejen nemrtvá flotila draka Zhaitan ale i fakt, že do ní mají cizinci vstup zakázán. Elona i Tyria jsou na rozdíl od Canthy součástí stejného superkontinentu, avšak cestu po souši blokují krystaličtí posluhovači draka Kralkatorrika (vlastně i drak sám). Navíc je Elona momentálně ovládána nemrtvým lichem jménem Palawa Joko.

## Draci
Příběh Guild Wars 2 se točí kolem návratu prastarých draků. Těchto draků je šest, přičemž čtyři z nich jsou známí a popsaní. Úkolem hráče je zabít draka Zhaitana, jenž se nejvíce podílí na devastaci Tyrie.
Jako první se v podzemí Tyrie probudil Primordus a vyhnal s pomocí svého šampióna Great Destroyera Asury, Dredge, Skritty a Trpaslíky z podzemí. Jeho přisluhovači jsou Destroyeři a zastupuje element ohně.
Následován byl Jormagem, jehož elementem je led a sníh. Tento drak vyhnal Kodany a Norny ze severu. Jeden norský hrdina mu však dokázal vyrazit zub. Jeho přisluhovači se nazývají Icebrood.
Třetí se probudil Zhaitan. Tento nemrtvý drak vyzdvihl poloostrov Orr z hlubin moře, což způsobilo masivní záplavy po celém světě. Padlý orský národ a všechny utonulé promění ve své přisluhovače Risen.
O drakovi z hlubin Nekonečného oceánu se ví snad jen to, že se probudil jako čtvrtý. Vyhnal z moře Kraity, Quaganny a nestvůry karky. Jako přisluhovače si vytváří podivná chapadlovitá stvoření.
Pátým probuzeným drakem je Kralkatorrik. Probudil se v domovině Charrů, přeletěl přes padlé království Ascalon a přistál v Crystal desert zanechávaje za sebou spálený pruh země Dragonbrand. Jeho elementem jsou krystaly a jeho přisluhovači se nazývají branded.
Šestým drakem je drak džungle, jehož jméno zní Mordemoth. Probudil se působením sylvari Scarlet Briar napojením na Ley Lines. Jeho přisluhovači se nazývají Mordrem. Mordremoth je drak, na kterého se hra zaměří v Living World Season 2. Některé draky můžete porazit ve "world eventech", které se stále opakují a zúčastní se jich mnoho lidí.

## Rasy
- Norni – Severský národ lovců a legendárních bojovníků. Uctívají duchy přírody a jejich snem je stát se legendou. Jejich města jsou stavěna v severském stylu. Norni na sebe také mohou vzít podobu zvířete.
- Charrové – Válečný národ kočkovitých a rohatých stvoření, jež používají vyspělou technologii a mají velkou sílu. Jejich města jsou stavěna ve steampunkovém stylu.
- Sylvari – Nejmladší národ v Tyrii, zrozeni z Bledého stromu (Pale tree). Využívají sílu přírody, s níž jsou velmi spjatí. Jejich obydlí jsou vypěstována z rostlin.
- Lidé – Velmi nábožensky založená rasa, kdysi vládci nad kontinentem, dnes však zbylo pouze jedno lidské království Kryta. Používají pokročilé architektonické prvky.
- Asury – Velmi inteligentní rasa nízkého vzrůstu, která skloubila magii a technologii, sestrojila golemy, teleportační brány a levitační krystaly a tak hlavní město Asur levituje vysoko nad zemí. Asury se k ostatním rasám chovají nadřazeně. Jejich obydlí jsou laděna futuristicky.

Všechny rasy mají svůj vlastní příběh, který je pěkně vymyšlený a velmi zábavný.

## Povolání
- Guardian je strážce v těžkém brnění, jenž zachází dobře s mečem i magií. Dokáže vyčarovat ochranné zdi a podpořit ostatní dobrodruhy. Povolání léčitele a ochránce. Neplatí ovšem, že by hrál pouze supportivní roli.
- Ranger je hraničář silně spjatý s přírodou vyzbrojený nejčastěji lukem a sekyrami. Nosí střední brnění a vždy má po boku svého věrného mazlíčka.
- Necromancer je mág v lehkém brnění využívající temné síly k oslabení nepřítele, zatímco jeho armáda nemrtvých přisluhovačů bojuje v prvních liniích.
- Warrior využívá brutální síly a těžkých zbraní, avšak mistrně ovládá i palné zbraně a dlouhé luky. Jeho těžká zbroj vydrží i ten nejsilnější náraz. Díky svým bannerům a "křikům" dokáže též pomáhat spolubojovníkům.
- Elementalista nosíc lehkou zbroj používá oheň ke spálení více nepřátel najednou, vodu k podpoře ostatních, blesky k udílení velkého poškození a zemi k ochraně.
- Mesmer využívá iluzí a klonů ke zmatení nepřítele, zatímco na něj sesílá oslabující kouzla a pak ho bez námahy dorazí. Obléká se do lehkého brnění.
- Thief je zabiják nosící střední brnění, který se teleportuje k nepříteli, aby ho potom mohl zdrcující silou zneškodnit a stáhnout se zpět do stínů. Dokáže se zneviditelnit.
- Engineer je povolání užívající hlavně pistole,trhaviny a elixíry, nosí střední brnění. Používá pušky, pistole, granáty, turrety, bomby, miny ale i léčivé lahvičky, či plamenomet.
- Revenant je povolání za které se dá hrát jen v datadisku Heart of Thorns. Nosí na sobě těžkou zbroj a používá hlavně meč a palici. Občas má poruce i štít který ho může ochránit.